# OK Computer
OK Computer — третій студійний альбом англійського альтернативного рок-гурту Radiohead, виданий у 1997 році лейблами звукозапису Parlophone і Capitol Records, та перший альбом, продюсований безпосередньо Radiohead за участю Найджела Годріча. OK Computer записаний у період між 1996 і початком 1997 року в студіях звукозапису графста Оксфордшир на півдні Англії та головного міста південно-західного графста Сомерсет Бат, причому більшість пісень завершено в історичному розкішному особняку Двір Святої Катерини неподалік Бату.
В новому альбомі гурт зробив цільову спробу дистанціюватися від гітарно орієнтованого ліричного стилю попереднього альбому The Bends. Абстрактні тексти OK Computer, щільно нашарований звук і широкий діапазон різноманітних впливаючих факторів заклали основу для подальшої, більш експериментальної роботи гурту.
Після надходження записаного альбому до Capitol представники лейблу знизили свої оцінки продажів, вважаючи запис некомерційний. Незважаючи на це, OK Computer досягнув 1 рядку UK Albums Chart і піднявся в американських чартах на найвищі сходинки з-поміж виданих на той час альбомів Radiohead, дебютувавши під 21 на Billboard 200. Чотири пісні з альбому («Paranoid Android», «Karma Police», «Lucky» та «No Surprises») було випущено як рекламні сингли.
OK Computer отримав одностайне визнання критиків, і з цього часу згадується ними та більшістю музикантів як один з найзначніших рок-альбомів 1990-х років. Альбом ініціював перехід від популярного на той час жанру бритпопу до більш меланхолійного і «атмосферного» стилю альтернативного року, поширеному в наступному десятилітті. Критики і прихильники Radiohead прокоментували основні мотиви текстів і обкладинок альбому, підкреслюючи звертання гурту до тем розгулу споживацтва, соціального відчуження, емоційної ізоляції і політичних проблем; у цьому контексті OK Computer часто розглядався як пророча проникливість в настрої життя 21-го століття, і багато критиків описували його як один з найкращих коли-небудь випущених альбомів.
У 2015 році Бібліотекою Конгресу Сполучених Штатів альбом був визнаний «культурно, історично або естетично значним» та відібраним для включення до National Recording Registry (Національний реєстр звукозапису).

## Підґрунтя
В 1995 році Radiohead гастролювали на підтримку свого другого альбому The Bends. Під час туру Браян Іно доручив гурту зробити пісенний вклад в альбом The Help Album — благодійний збірник пісень, організований неурядовою організацією War Child. The Help Album повинен був бути записаний впродовж одного дня, 4 вересня 1995 року, і поспіхом виданий того ж тижня. Цього ж дня за 5 годин Radiohead записали пісню «Lucky» разом зі звукорежисером Найджелом Годрічем, який був асистентом продюсера альбому The Bends Джона Лекі та продюсував кілька пісень з бі-сайдів синглів гурту.
Для «розкрутки» The Help Album пісню «Lucky» розмістили як провідний трек на Help EP, який досяг 51 рядку у чарті після того, як BBC Radio 1 вирішило не випускати її в ефір. Це розчарувало співака Тома Йорка, але згодом він сказав, що пісня «Lucky» надала форму початковому звуку і настрою їхньому майбутньому запису: «„Lucky“ вказувала на те, що ми хотіли зробити. Це було першим штрихом на стіні».
Radiohead визнали тур The Bends напруженим і взяли перерву в січні 1996 року. Комерційний успіх та позитивні відгуки критиків про альбом The Bends надали гурту впевненості щодо самостійного продюсування третього альбому. Лейбл Parlophone виділив музикантам ₤100 000 для записуючого обладнання та безстрокового кінцевого терміну. Низка продюсерів, зокрема такі провідні спеціалісти як Скотт Літт, пропонували себе як продюсера альбому, але гурт надихнули музичні сесії власне з Годрічем. Музиканти зверталися до останнього за порадою щодо використання обладнання, купуючи і своє власне, у тому числі пластинчастий ревербератор. І хоча Годріч намагався зосередити свою роботу більше на електронній танцювальній музиці, його функція консультанта переросла у роль співпродюсера альбому.

## Запис
В липні 1996 року Radiohead розпочали репетиції та запис альбому OK Computer на студії Canned Applause біля міста Дідкот у графстві Оксфордшир. Навіть без визначеного кінцевого терміну, який спричинив стресову ситуацію під час запису The Bends, гурт зіткнувся з труднощами, у яких Філ Селвей звинуватив їхній вибір самостійно продюсувати альбом. Музиканти працювали майже на рівних ролях під час створення музики, хоча Йорк, за висловом Еда О'Браєна, як і раніше беззаперечно був «найгучнішим голосом».
Згодом студія звукозапису Canned Applause перестала влаштовувати учасників гурту: Йорк не погоджувався з близькістю розташування її до помешкань музикантів, а Джонні Ґрінвуд з відсутністю їдальні та ванної кімнати. На той час гурт майже завершив запис чотирьох пісень: «Electioneering», «No Surprises», «Subterranean Homesick Alien» та «The Tourist». На вимогу свого лейблу Radiohead взяли перерву та відіграли тур по США на «розігріві» в Аланіс Моріссетт, де виконали ранні версії декількох нових пісень. За цей час одна з них, «Paranoid Android», перетворилася з пісні тривалістю 14 хвилин з довгим органним соло на версію, ближчу до пісні з альбому.
Під час турне режисер Баз Лурманн доручив Radiohead написати пісню для його нового фільму Ромео+Джульєтта. Лурманн надав гурту для ознайомлення відзнятий матеріал останніх 30 хвилин фільму, після перегляду якого Йорк сказав: «Коли ми побачили сцену, в якій Клер Дейнс тримає кольт .45 навпроти своєї голови, то негайно почали працювати над піснею». Незабаром гурт написав і записав пісню «Exit Music (For А Film)»; хоча трек звучить під час титрів, але він не включений до саундтреку з фільму на прохання гурту.

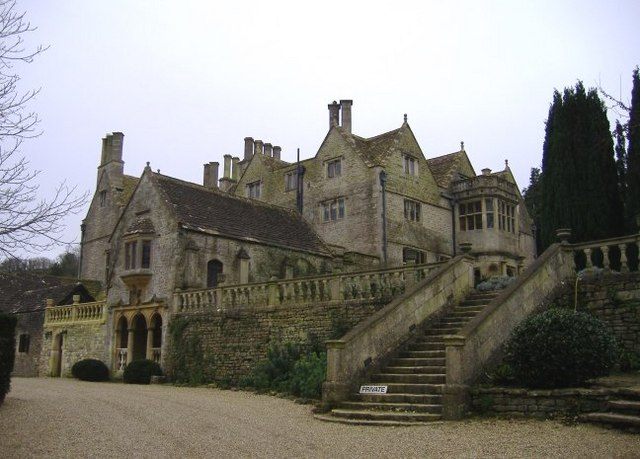
Більша частина OK Computer була записана у вересні-жовтні 1996 року у Дворі Святої Катерини (St Catherine's Court), історичному особняку неподалік м.Бат (Сомерсет, Англія).

Radiohead відновили сесії звукозапису у вересні 1996 року у Дворі Святої Катерини, що тоді належав актрисі Джейн Сеймур. Зміна місця роботи над альбомом ознаменувала важливий перехідний період у процесі запису.
Гурт широко використовував різні приміщення та акустику по всьому будинку. Наприклад, вокальні партії на «Exit Music (For a Film)» з ефектами відлуння записано на кам'яних сходах, «Let Down» записана о 3 ранку в бенкетній залі. Відокремленість від світу дозволила гурту працювати в іншому ритмі, з більш гнучкішим і спонтанним робочим графіком. Йорк був задоволений якістю запису, зробленого у цьому особняку; багато вокальних партій записав з першого разу.
Radiohead повернувся до Canned Applause у жовтні 1996 року для проведення репетицій, а більшу частину альбому OK Computer гурт завершив під час наступних сесій у Дворі Святої Катерини. Партію струнних було записано на Abbey Road Studios у Лондоні в січні 1997 року. Мастеринг альбому здійснений у цій же студії, а мікшування проведено впродовж наступних двох місяців у різних студіях міста.

## Музика і тексти

### Стиль та впливи
Йорк визнав, що відправним пунктом для запису альбому був «неймовірно щільний і страшний звук» Bitches Brew, авангардного джаз-ф'южн альбому Майлза Девіса. Том так описав звучання Bitches Brew журналу Q: «Це було як щось побудувати і споглядати його розвалювання, у цьому вся принадність. Це було в основі того, що ми намагалися зробити з OK Computer». Йорк визнав «I'll Wear It Proudly» Елвіса Костелло (Elvis Costello), «Fall Оn Me» R.E.M., «Dress» PJ Harvey і «A Day Іn The Life» The Beatles особливо впливовими речами на написання альбому. Radiohead черпав подальше натхнення зі стилю написання саундтреків композитором Енніо Морріконе і краут-рок гурту Can.
За висловом Йорка, гурт сподівався досягти «атмосфери, що, можливо, трохи шокує, коли ви вперше слухаєте альбом, але тільки так само шокує, як атмосфера альбому Pet Sounds The Beach Boys». Гурт розширив свій інструментальний ряд, включивши електропіаніно, мелотрон, віолончель та інші струнні, дзвіночки та електронні ефекти. Один рецензент характеризував OK Computer як звучання подібне до «DIY електронного альбому, виконаного гітарами». Багато вокальних партій Йорк записав з першого разу; він відчував, що якби зробив кілька спроб, то «почав би думати про це, і звук став би справді невдалим».

### Тексти
Тексти пісень альбому, написані Йорком, більш абстрактні у порівнянні з його особистими, емоційними текстами з альбому The Bends. У них йдеться про транспорт, технологію, безумство, смерть, сучасне життя у Великій Британії, глобалізацію та антикапіталізм.
Йорк був натхненний книгами, які він читав у той час, у тому числі творами Ноама Чомскі, книгою Еріка Гобсбаума Вік екстремізму, сатиричною новелою Джонатана Коу (Jonathan Coe) Яке шахрайство! (What a Carve Up!) та оповіданням Філіпі Діка VALIS.
Незважаючи на те, що пісні торкаються спільних тем, музиканти не вважали OK Computer концептуальним альбомом і не мали жодного наміру пов'язати пісні однією розповідною темою.

### Композиції
- «Airbag»

На створення першої пісні «Airbag», де музика підтримана електронними ударними, гурт надихнув DJ Shadow. Музиканти семплували звукову доріжку ударних цифровим семплером і редагували його за допомогою Macintosh, хоча й визнали свою недосвідченість у програмуванні для отримання належної імітації стилю DJ Shadow. Басова лінія «Airbag» зупиняється і починається несподівано, досягаючи аналогічного ефекту дабу 1970-х. Пісенні посилання на автомобільні аварії та реінкарнацію навіяні журнальною статтею під назвою Подушка безпеки врятувала мені життя (An Airbag Saved My Life) та Тибетською Книгою Мертвих. Йорк написав «Airbag» про ілюзію безпеки сучасного транспорту та про «ідею, що кожного разу, коли ви виходите на дорогу, ви можете загинути». Музичний журналіст Тім Футмен відзначив, що пісенні технічні інновації та текстові тривоги демонструють «парадоксальну тональність» альбому: «музиканти і продюсер захоплюють звуковими можливостями сучасних технологій; співак, тим часом, відгороджується від їхнього соціального, морального та психологічного впливу».
- «Paranoid Android»

Пісня «Paranoid Android», яку можна поділити на чотири окремих секції, є одним з найдовших студійних треків гурту. На не зовсім традиційну багатосекційну пісню гурт надихнули пісні «Happiness Is a Warm Gun» The Beatles та «Bohemian Rhapsody» гурту Queen, які також не мають традиційної структури куплет-приспів-куплет. Музичний стиль пісні також навіяний музикою американського гурту Pixies. Написана Йорком після неприємно проведеної ночі у лос-анджелеському барі, де музикант побачив жінку, що бурхливо зреагувала на пролитий на неї напій. Назва і текст пісні — посилання на робота Марвіна, робота-параноїка з науково-фантастичного роману Дугласа Адамса Путівник Галактикою для космотуристів
- «Subterranean Homesick Alien»

Використання електричних клавішних у пісні «Subterranean Homesick Alien» є прикладом спроби гурту наслідувати атмосферу Bitches Brew. Назва є посиланням на пісню Боба Ділана «Subterranean Homesick Blues». Навіяна науковою літературою пісня описує ізольованого оповідача, який фантазує про викрадення його іншопланетянами. Оповідач припускає, що, повернувшись на Землю, його друзі не повірять у його історію, і він залишиться невдахою. Текст навіяний шкільним завданням з часів навчання Йорка у приватній школі для хлопців у Абінгдоні (Оксфордшир) написати твір у стилі «Марсіанської поезії», британського літературного напрямку, який з гумором розглядав в іншому світлі мирські аспекти людського життя з чужої «марсіанської» точки зору.
- «Exit Music (For a Film)»

Ромео і Джульєтта Вільяма Шекспіра, зокрема, знятий по трагедії фільм 1968 року, надихнули на створення тексту для «Exit Music (For a Film)». Спочатку Йорк хотів використати у пісні рядки з п'єси, але замість цього остаточний варіант тексту містив широке узагальнення розповіді. Йорк порівнював початок пісні, в якому в основному звучить його спів у парі з акустичною гітарою, до концертного альбому Джонні Кеша At Folsom Prison (1968). Мелотронний хор та інші електронні голоси використовуються впродовж усього треку. Пісня досягає кульмінації зі вступу ударних, і в цій частині стає помітним спотворений бас. Кульмінація пісні є спробою наслідувати звук трип-хоп гурту Portishead, але в стилі, який басист Колін Грінвуд назвав більш «неприродним, свинцевим і механічним». Пісня завершується затихаючим голосом Йорка, акустичною гітарою і мелотроном.
- «Let Down»

У пісні «Let Down» звучать багатошарові гітарні арпеджіо і електропіаніно. Музичний розмір партії електропіаніно Джонні Ґрінвуда відрізняється від музичного розміру партій інших інструментів. За висловом О'Браєна, пісня створена під впливом Філа Спектора, продюсера і автора пісень, найбільше знаного за його технікою звукозапису «Стіна звуку». Текст пісні, як сказав Йорк, «про отримані відчуття, коли знаходитесь у дорозі, але не в змозі контролювати їх — ви просто проїжджаєте повз тисячі місць і тисячі людей, і повністю абстраговані від цього». Коментуючи рядки пісні «Не ставай сентиментальним/Це завжди закінчується нісенітницею», Йорк говорив: «сентиментальність — це бути емоційним заради цього. Ми атаковані сентиментами, людськими емоціями. Це і є „Let Down“. Відчувати кожну емоцію є фальшю. Точніше, кожна емоція знаходиться у тій же площині, що й оголошення з продажу автомобілів чи популярна пісня».
- «Karma Police»

На думку одного з критиків вебсайту Allmusic, структура наступної пісні «Karma Police» є «дещо незвичною, оскільки приспів не видається справжнім; основні віршовані рядки чергуються з короткими і приглушеними перервами… і після двох циклів пісня побудована на зовсім іншій кінцевій секції». Перша частина пісні базується на акустичній гітарі і піаніно, з послідовністю акордів, запозиченою в «Sexy Sadie» The Beatles. Починаючи з 2:34, пісня переходить в оркестрову секцію з повторюваним текстом «For a minute there, I lost myself» («На мить я втратив себе»). Завершує «Karma Police» гітарист Ед О'Браєн, використовуючи педаль з ефектом ділей. Назва і текст пісні походять від жарту з часів туру The Bends. За висловом Джонні Ґрінвуда, «кожного разу, коли хтось поводив себе особливо гидотно, ми говорили „karma police (поліція карми) наздожене його, рано чи пізно“».
- «Fitter Happier»

«Fitter Happier» — трек «конкретної музики», що складається ізсемплів та звукового фону, а текст пісні декламується синтезованим голосом з додатка до Macintosh SimpleText. Написана після періоду тимчасової нездатності творити (т. зв. «writer's block»), «Fitter Happier» була описана Йорком як список гасел 1990-х років, який він вважав «найсумнішою річчю, що я коли-небудь написав». Трек розглядався на першу за списком пісню альбому, але цю ідею гурт відкинув, врахувавши ефект «відштовхування». Стів Лав назвав пісню «проникаючою операцією на псевдозначущому способі життя корпорацій» з «огидою до переважаючих яппізованих соціальних цінностей».
- «Electioneering»

Пісня «Electioneering», яка включає в себе звуки тронки та спотворене гітарне соло, найбільш рок-орієнтований трек альбому і одна з «найтяжчих» пісень, записаних гуртом, яку порівнювали з ранішим стилем Radiohead на Pablo Honey. «Electioneering» також має безпосередній політичний підтекст, який висловлює цинічне ставлення до політичних справ. Пісня була до певної міри навіяна твором Фабрикування згоди (Manufacturing Consent: The Political Economy of the Mass Media) Ноама Чомскі, книгою, що аналізує сучасні засоби масової інформації як модель пропаганди. Йорк порівнював свої тексти, які сфокусовані на політичному та мистецькому компромісі, з «проповідником, що просторікує перед банком у мікрофони». Відносно його непрямих політичних посилань Йорк говорив: «Що ви можете сказати про МВФ чи політиків? Або людей, що продають зброю в африканських країнах, що використовують рабську працю тощо? Що ви можете сказати?». За висловом О'Браєна, пісня про рекламні гастролі: «Коли ви просуваєте свій альбом тривалий період, наприклад, у Сполучених Штатах, то літаєте з міста в місто тижнями, щоб зустрітися із журналістами та працівниками записуючих компаній. Через деякий час ви почуваєтеся як політик, який повинен поцілувати дітей і тиснути руки увесь день».
- «Climbing Up the Walls»

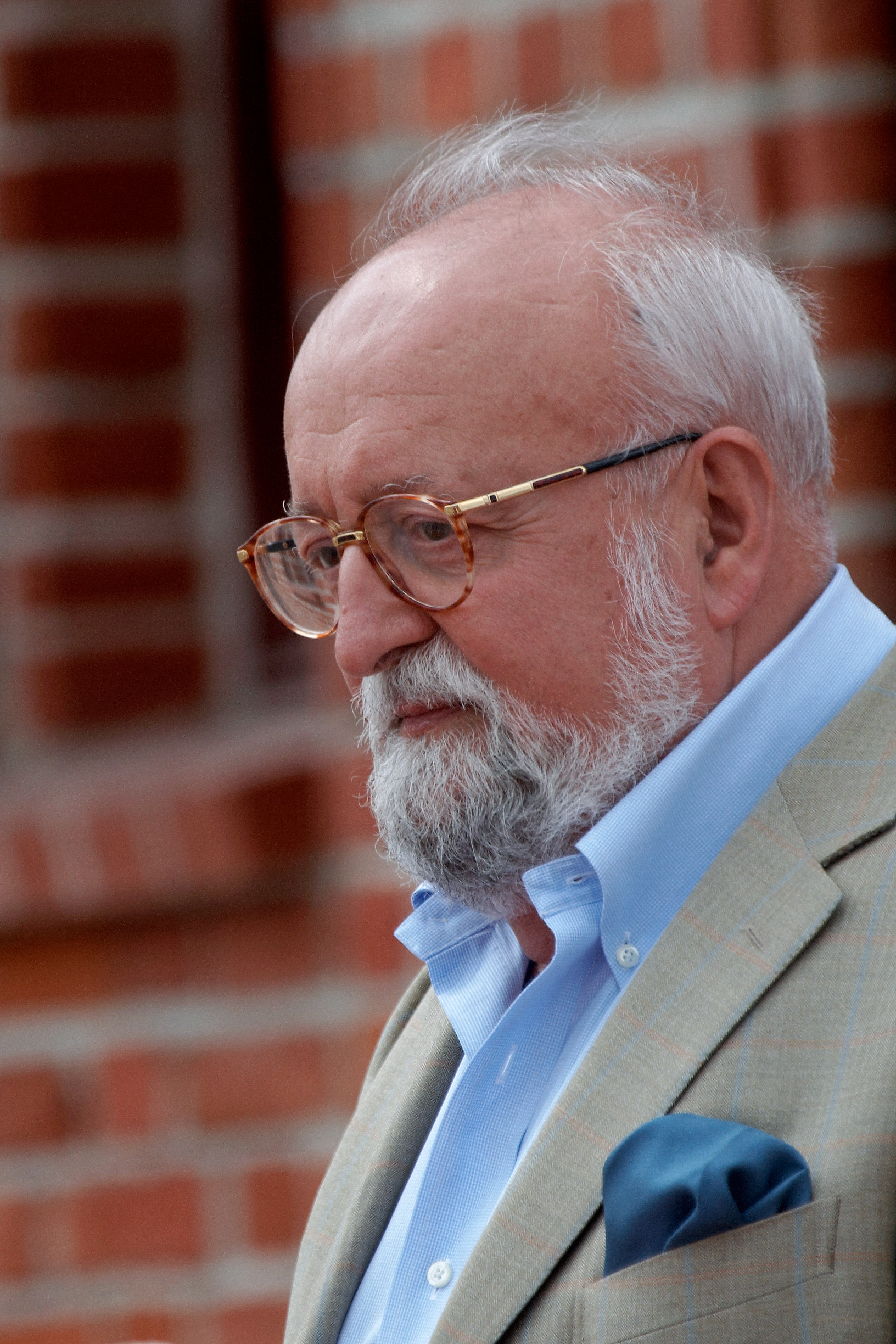
Твір Кшиштофа Пендерецького (на фото) Плач за жертвами Хіросіми надихнув на аранжування партії струнних у «Climbing Up the Walls».

Трек «Climbing Up the Walls», описаний критикою як «монументальний хаос», є нашаруванням секції струнних, навколишнього шуму та повторюваної, металевого звуку, перкусії. Струнна секція пісні, яка написана Джонні Грінвудом для 16 інструментів, була навіяна композицією для 52 струнних Плач за жертвами Хіросіми сучасного класичного композитора Кшиштофа Пендерецького. Грінвуд говорив: «Я отримав дуже хвилюючу, перспективну в роботі струнну партію, яка звучить не як у пісні The Beatles „Eleanor Rigby“, а як усі струнні партії, що звучали впродовж останніх 30 років». Поєднання «збентеженого» вокалу Йорка і атональних струнних було описано одним критиком як «голос Тома, розчинений у страшному, зі згустками крові крику, коли Джонні підганяє звук мільйона вмираючих слонів до крещендо». Для тексту Йорк використав згадки, коли свого часу працював санітаром у психіатричній лікарні, а також статтю в The New York Times про серійних вбивць.
- «No Surprises»

Пісня «No Surprises» записана з однієї спроби. В аранжуванні використано електрогітару (партія якої навіяна піснею «Wouldn't It Be Nice» з альбому Pet Sounds гурту The Beach Boys), акустичну гітару, дзвіночки та вокальні гармонії. У «No Surprises» гурт прагнув повторити настрій записаної у 1968 році пісні «What a Wonderful World» Луї Армстронга та музики у стилі соул Марвіна Гея. Йорк визначив суб'єктом пісні «когось, хто сильно намагається триматися разом, але не може». Текст представляє собою зображення самогубства чи незреалізованого життя і невдоволення сучасним соціально-політичним порядком. Однією з ключових метафор у пісні є перші рядки «серце, повне, немов звалище». За Йорком, пісня є «спаскудженою пісенькою для малечі», що «виникає з моєї нездорової одержимості у питанні, що робити з пластиковими коробками і пластиковими пляшками… Всі ці речі закопують, осколки нашого життя. Вони не гниють, вони просто залишаються там. Ось як ми вчиняємо, ось як вчиняю я, я закопую їх». Критики заявили, що ніжний настрій пісні різко контрастує з її суворим текстом; Критик Сем Стіл висловив думку, що «навіть тоді, коли темою є самогубство … гітара Еда О'Браєна діє як заспокійливий засіб, як бальзам на перенапружену психіку, пісня виконана ніби дитяча молитва з її жалями і радощами».
- «Lucky»

До написання пісні «Lucky» піштовхнув недавній конфлікт у Боснії, з приводу чого один із журналістів газети The Observer висловився так: «це один з треків [на The Help Album], що полонить уяву похмурим жахом конфлікту», і його серйозна тема для обговорення та темний емоційний відтінок зробили групу «занадто ‘реальною’, щоб бути допущеною до „годівниці“ брит-попу». Пісня спочатку була більш політично відвертою, але початковий варіант був скорочений «сторінками і сторінками, і сторінками приміток». У тексті зображений чоловік, що пережив авіакатастрофу, у словах відчувається напруга від занепокоєння Йорка відносно його перевезення. Музичним центральним стержнем «Lucky» є аранжування для трьох гітар, яке виростає з пронизливого інтро, що виконує О'Браєн. Критики порівнювали гітарний стиль з Pink Floyd і, у більш широкому сенсі, з арена-роком.
- «The Tourist»

Альбом закінчується піснею Джонні Ґрінвуда «The Tourist», незвично позитивним як для альбому треком, в якому нічого «не повинно було трапитись… кожні 3 секунди». Музикант висловився так: «’The Tourist’ не звучить як Radiohead взагалі. Вийшла пісня з простором». Ґрінвуд написав музику як реакцію на поквапливих туристів у Франції, а пізніше, на відпочинку у Празі, Йорк долучив текст. Том заявив, що трек був обраний заключним, оскільки «більша частина альбому містить фоновий шум, і все плине так швидко, що немає змоги так продовжувати. Стало дійсно зрозумілим, що ‘The Tourist’ повинна бути останньою піснею. Ця пісня написана мною для мене, кажучи: ‘Ідіоте, сповільни’. Тому що я тут потрібний. Так що це було єдине можливе рішення: сповільнити». Коли пісня, «несподіваний блюзовий вальс», добігає кінця, гітари змовкають, залишаючи тільки барабани та бас, а завершується альбом звуком дзвіночка.

## Назва та обкладинки
Вислів «OK Computer» — оригінальна назва пісні «Palo Alto», яка розглядалась для включення в альбом. Незважаючи на те, що пісню було відкинуто, її перша назва «прилипла» до гурту. За висловом Джонні Ґрінвуда, «[назва] почала приставати сама і створювала дивні резонанси з тим, що ми намагалися зробити». Йорк говорив, що вислів «стосується обійм майбутнього, стосується жаху від майбутнього, нашого майбутнього, кожного…».
Йорк описав назву як «справді покірний, жахливий вислів», який схожий на рекламу компанії Coca-Cola «I'd Like to Teach the World to Sing» («Я хотів би навчити світ співати»). Один з авторів часопису Wired припускає, що це данина поваги до комп'ютерів Macintosh, оскільки «вбудований в програмне забезпечення Mac розпізнавач мови реагує на команду „OK Computer“ як альтернативу натискання кнопки ОК на екрані».
Іншими варіантами назви альбому розглядалися Ones and Zeroes (Одиниці і Нулі) посилання на двійкову систему числення, а також Your Home May Be at Risk If You Do Not Keep Up Payments (Ваш дім може опинитися в небезпеці, якщо не оплатите).
Обкладинка альбому — генерований комп'ютером колаж із зображень та тексту, створених Стенлі Донвудом і Йорком, який зазначений під псевдонімом «The White Chocolate Farm». Донвуда замовив Йорк для роботи над візуальним щоденником під час сесій запису. Йорк пояснював, «коли я показував свого роду візуальні уявлення музики, то тільки тоді я відчував себе впевнено. До цього моменту я був частиною вихору». Колірна палітра переважно біла і синя, що стало результатом «намагання зробити щось кольору вибіленої кістки». Двічі на обкладинці, по одному разу на буклеті та на самому компакт-диску міститься зображення рукостискання двох людських фігурок. Йорк пояснював малюнок як символ експлуатації, кажучи, «хтось продає те, що насправді не хоче, і хтось є привітним, тому що намагається щось продати. Ось що це значить для мене».. Пояснюючи теми обкладинки, Йорк говорив: «Це цілком сумно, і цілком кумедно теж. Всі ці обкладинки і так далі… Це все, що я не сказав у піснях».
Візуальні мотиви в обкладинках альбому включають в себе автомобільні дороги, літаки, сім'ї з дітьми, корпоративні логотипи та міські пейзажі. Слова «Lost Child» («втрачена дитина») займає чільне місце на обкладинці, а буклет містить фрази, побудовані на есперанто, та пов'язані зі здоров'ям інструкції англійською та грецькою мовами. Білі карлючки, метод Донвуда для корекції помилок замість використання комп'ютерної функції «відміна» («undo»), усюди присутні в колажах. Буклет містить повні тексти пісень з атиповим синтаксисом, альтернативним написанням і невеликими анотаціями. Наприклад, рядок in a deep deep sleep of the innocent з пісні «Airbag» зображений як in a deep deep sssleep of tHe inno$ent. Тексти також набрані як обриси, що нагадують приховані зображення.
Згідно тодішній антикорпоративній позиції гурту, обкладинка містить іронічну примітку про авторські права: «Тексти відтворюються з люб'язного дозволу, хоча ми їх написали».

## Продаж та реклама
OK Computer випущений в Японії 21 травня, у Великій Британії — 16 червня, у Канаді — 17 червня, у США — 1 липня. Як додаток до основного CD-формату альбом було випущено у вигляді вінілового подвійного LP, касети та міні-диску. Альбом дебютував під номером один у Великій Британії, де втримався впродовж двох тижнів; залишався у першій десятці протягом кількох тижнів і став восьмим найбільш продаваним альбомом у країні в році.
Сингл «Karma Police» був випущений у серпні 1997 року, а «No Surprises» — у січні 1998 року. Обидва сингли потрапили у топ-10 у Великій Британії, а «Karma Police» досягла 14 позиції у Billboard Modern Rock Tracks чарті.
Сингл «Let Down», який вважався основним синглом, потрапив до Modern Rock Tracks чарту під номером 29. Група планувала випустити відео для кожної пісні альбому, але проект було відхилено через фінансові і часові обмеження.
До лютого 1998 року продажі альбому досягли принаймні півмільйона копій у Великій Британії і 2 мільйони по всьому світу. На початок теперішнього століття близько 1,4 мільйона копій продано у США (2001), 3 мільйони в Європі (2006) і понад 3 мільйонів у світі (2000). OK Computer став тричі платиновим у Великій Британії і двічі платиновим у США.

## Критичні відгуки
OK Computer отримав майже одностайні схвальні критичні відгуки. Критики в британській і американській пресі в цілому погодилися, що альбом був знаковим для свого часу і матиме далекосяжні наслідки і значення і що готовність гурту експериментувати зробили його складним для слухання. На думку оглядача Футмена, «з 1967 року, з часу виходу Sgt. Pepper's Lonely Hearts Club Band, не погоджувалось одразу так багато провідних критиків не тільки з перевагами альбому, але й з його довгостроковим значенням і його здатністю інкапсулювати конкретний момент в історії».
Альбом був номінований на Mercury Prize 1997 року, престижну нагороду, що визначає найкращий британський або ірландський альбом року. Також альбом був номінований на нагороди Греммі Album of the Year (Альбом Року) та Best Alternative Music Album (Найкращий альтернативний альбом) 1998 року, перемігши в останній категорії. Особливо «обтяжливим» для групи були посилання на прогресивний рок та артрок, а також порівняння з альбомом Pink Floyd The Dark Side of the Moon (1973). Йорк відповів на ці претензії: «Ми пишемо поп-пісні… не було наміру зробити з них ‘арт’. Альбом є відображенням усіх розрізнених речей, які ми слухали, коли записували його». Тим не менше, Йорк був приємно здивований, що багато слухачів визнали музичні впливи альбому: «Що дійсно підірвало мою голову, так це те, що люди отримали всі речі, всі структури, і звуки, і атмосфери, які ми намагалися створити».
OK Computer часто з'являвся у професійних списках найкращих альбомів. Ряд публікацій у провідних музичних часописах помістили ОK Computer на чільні місця у списках найкращих альбомів 1990-х років чи за весь час. У 2003 році альбом посів номер 162 в списку журналу Rolling Stone The 500 Greatest Albums of All Time. У ретроспективних оглядах BBC Music, сайту The А. В. Club, Slant і Paste альбом отримав сприятливі відгуки; так само Rolling Stone надав альбому п'ять зірок у Rolling Stone Album Guide (2004) (Путівник по альбомах Rolling Stone). За даними Acclaimed Music, сайту, який статистично узагальнює списки критиків та рейтинги альбомів і пісень, OK Computer займає 10-ту стрічку серед найзнаменитіших рок-альбомів усіх часів.

## Перевидання
Radiohead покинули EMI, материнську компанію Parlophone, у 2007 році після невдалих перемовин відносно контракту, хоча EMI зберегла авторські права на матеріал групи, записаний до того часу. 19 серпня 2008 року компанія перевидала подвійний LP з OK Computer разом з пізнішими альбомами Kid A, Amnesiac і Hail to the Thief у рамках серії From the Capitol Vaults (Зі сховища Capitol). OK Computer став десятим бестселером року серед вінілових платівок.
Перевидання було пов'язане із загальним підйомом продажів вінілів та задоволенням культурних потреб записами такого формату.
OK Computer був перевиданий знову 24 березня 2009 року разом з Pablo Honey та The Bends, але без залучення до цього групи. Перевидання вийшло у двох версіях: «Collector's Edition» (2 CD) та «Special Collector's Edition» (2 CD + DVD). Перший диск містить оригінальну студійну версію альбому, другий диск — сторони Б синглів альбому OK Computer та наживо записані сесії, а DVD — підбірку музичних відео та концертні телевізійні виступи. Увесь представлений матеріал видавався раніше.
23 червня 2017 року представлено найповніше перевидання альбому, реліз отримав назву - "OK Computer OKNOTOK 1997 2017".

## Трек-лист
Автор музики і слів Radiohead. 
| #   | Назва                         | Тривалість |
| --- | ----------------------------- | ---------- |
| 1.  | «Airbag»                      | 4:44       |
| 2.  | «Paranoid Android»            | 6:23       |
| 3.  | «Subterranean Homesick Alien» | 4:27       |
| 4.  | «Exit Music (For a Film)»     | 4:24       |
| 5.  | «Let Down»                    | 4:59       |
| 6.  | «Karma Police»                | 4:21       |
| 7.  | «Fitter Happier»              | 1:57       |
| 8.  | «Electioneering»              | 3:50       |
| 9.  | «Climbing Up the Walls»       | 4:45       |
| 10. | «No Surprises»                | 3:48       |
| 11. | «Lucky»                       | 4:19       |
| 12. | «The Tourist»                 | 5:24       |

| "Collector's Edition"/"Special Collector's Edition" Disc 2 | "Collector's Edition"/"Special Collector's Edition" Disc 2        | "Collector's Edition"/"Special Collector's Edition" Disc 2 |
| #                                                          | Назва                                                             | Тривалість                                                 |
| ---------------------------------------------------------- | ----------------------------------------------------------------- | ---------------------------------------------------------- |
| 1.                                                         | «Polyethylene (Parts 1 & 2)»                                      | 4:24                                                       |
| 2.                                                         | «Pearly*»                                                         | 3:37                                                       |
| 3.                                                         | «A Reminder»                                                      | 3:54                                                       |
| 4.                                                         | «Melatonin»                                                       | 2:10                                                       |
| 5.                                                         | «Meeting in the Aisle»                                            | 3:10                                                       |
| 6.                                                         | «Lull»                                                            | 2:29                                                       |
| 7.                                                         | «Climbing Up the Walls» (Zero 7 Mix)                              | 5:19                                                       |
| 8.                                                         | «Climbing Up the Walls» (Fila Brazillia Mix)                      | 6:26                                                       |
| 9.                                                         | «Palo Alto»                                                       | 3:44                                                       |
| 10.                                                        | «How I Made My Millions»                                          | 3:09                                                       |
| 11.                                                        | «Airbag» (Live in Berlin)                                         | 4:49                                                       |
| 12.                                                        | «Lucky» (Live in Florence)                                        | 4:37                                                       |
| 13.                                                        | «No Surprises» (BBC Radio 1 evening session, 28/05/97)            | 4:21                                                       |
| 14.                                                        | «Climbing Up the Walls» (BBC Radio 1 evening session, 28/05/97)   | 4:35                                                       |
| 15.                                                        | «Exit Music (For a Film)» (BBC Radio 1 evening session, 28/05/97) | 3:58                                                       |

| "Special Collector's Edition" DVD | "Special Collector's Edition" DVD                                  | "Special Collector's Edition" DVD |
| #                                 | Назва                                                              | Тривалість                        |
| --------------------------------- | ------------------------------------------------------------------ | --------------------------------- |
| 1.                                | «Paranoid Android»                                                 |                                   |
| 2.                                | «Karma Police»                                                     |                                   |
| 3.                                | «No Surprises»                                                     |                                   |
| 4.                                | «Paranoid Android» (Live on Later... with Jools Holland, 31/05/97) |                                   |
| 5.                                | «No Surprises» (Live on Later... with Jools Holland, 31/05/97)     |                                   |
| 6.                                | «Airbag» (Live on Later... with Jools Holland, 31/05/97)           |                                   |

## Склад групи
| Radiohead - Колін Ґрінвуд — бас-гітара, бас-синтезатор, перкусія - Джонні Ґрінвуд — гітара, клавішні, піаніно, мелотрон, орган, дзвіночки, аранжування струнних - Ед О'Браєн — гітара, FX, перкусія, бек-вокал - Філ Селвей — ударні, перкусія - Том Йорк — вокали, гітара, піаніно, лаптоп, програмування, ілюстрації | Запрошений персонал - Кріс Блер — мастеринг - Стенлі Донвуд — ілюстрації - Найджел Ґодріч — продюсування, звукорежисер - Нік Інгман — диригування - Джим Воррен — продюсування, звукорежисер |

## Позиції в чартах
| Чарт            | Найвища позиція |
| --------------- | --------------- |
| Австралія       | 7               |
| Австрія         | 17              |
| Велика Британія | 1               |
| Іспанія         | 42              |
| Італія          | 31              |
| Канада          | 2               |
| Нідерланди      | 2               |
| Німеччина       | 27              |
| Нова Зеландія   | 1               |
| Норвегія        | 4               |
| США             | '               |
| Угорщина        | '               |
| Фінляндія       | 10              |
| Франція         | 3               |
| Швейцарія       | 40              |
| Швеція          | 3               |
| Японія          | '               |

| Країна                | Сертифікація |
| --------------------- | ------------ |
| Австралія (ARIA)      |              |
| Австрія (IFPI)        | Золотий      |
| Аргентина (CAPIF)     | Платиновий   |
| Велика Британія (BPI) | 3×Платиновий |
| Іспанія (CRIA)        | 2×Платиновий |
| Канада (CRIA)         | 4×Платиновий |
| Німеччина (BVMI)      | Платиновий   |
| Нова Зеландія (RMNZ)  | Платиновий   |
| Польща (ZPAV)         | Золотий      |
| США (RIAA)            | 7×Платиновий |
| Франція (SNEP)        | Платиновий   |
| Швеція (GLF)          | Золотий      |